# Marc de Caso
Pour les articles homonymes, voir de Caso.
Marc de Caso (Montpellier, 14 mars 1893 - Paris 14e, 16 décembre 1985) est un ingénieur ferroviaire français.

## Biographie
Après des études à l'École polytechnique, il entre à la Compagnie du Nord. Ses travaux consistent en la modification de locomotives, la construction de voitures et de tender.
Il est à l'origine d'une gamme de voitures métalliques modernes à caisse au galbe caractéristique et mises en service en 1928 : les voitures rapides Nord « Torpille », les voitures Express Nord et les voitures de banlieue Nord & Nord-PLM.
Il intervient également dans la conception des « super Pacific Nord série 3.1251 et 3190 » et des machines de banlieue type 141 T Nord 4.1201 à 4.1272.
Mais c'est à la SNCF qu'il conçoit son chef-d'œuvre, la série des locomotives de type Hudson 232 R, 232 S et 232 U 1 dont la mise en service fut contrariée par la Seconde Guerre mondiale. D'une esthétique aérodynamique très réussie, ces machines mettaient en œuvre des solutions mécaniques innovantes. Par contre, elles n'atteignaient pas les performances qu'on aurait pu en attendre à l'époque comme le démontraient les travaux d'André Chapelon.